# Trelleborg (comuna)
Trelleborg ou Treleburgo (em sueco: Trelleborgs kommun) é uma comuna da Suécia localizada no condado de Escânia. Sua capital é a cidade de Trelleborg. Tem 340 quilômetros quadrados e pelo censo de 2018, havia 44 902 habitantes.